# Costa Fascinosa
Le Costa Fascinosa est un paquebot de croisière appartenant à la compagnie Costa Croisières. C'est le quinzième navire de cette flotte de croisière.
Il a été commandé en octobre 2007 au chantier de construction navale Fincantieri à Marghera (Venise) de la société italienne Fintecna.
C'est la dernière unité de la classe Concordia, inaugurée le 5 mai 2012.
Le Costa Fascinosa fut le deuxième plus gros navire de croisière, avec son jumeau le Costa Favolosa, battant pavillon italien. Ils ont été surclassés en novembre 2014 par le nouveau navire amiral de Costa, le Costa Diadema.

## Bref historique
Le Costa Fascinosa a été inauguré dans un contexte tendu à la suite du naufrage, quatre mois auparavant d'un autre navire appartenant à Costa Croisières, le Costa Concordia. Le ministre italien du tourisme, Pier Luigi Fosch, a fait savoir le jour de l'inauguration du Fascinosa que depuis cet incident, le comportement de Costa Croisière a été « irréprochable ».
Le 18 mars 2015, le Costa Fascinosa est en escale à La Goulette (en Tunisie), de même que le MSC Splendida, lorsque se déroule l'attaque du musée du Bardo par un groupe terroriste islamiste. Parmi les victimes, plusieurs proviennent de ces deux navires de croisière - dont 5 morts pour le paquebot Costa, ce qui conduit les compagnies propriétaires à suspendre sine die leurs escales à Tunis pour tous leurs navires.
Le paquebot a été l'un des navires de croisière touchés par l'épidémie du COVID-19. Le 11 avril 2020, après le débarquement du navire au port brésilien de Santos où il était en quarantaine, 19 membres d'équipage ont été testés positifs au COVID-19. Le 16 avril, le médecin-chef du bateau de croisière est décédé et, le 21 avril, un membre d'équipage est également décédé à l'hôpital du Brésil.

## Aménagements
Les Costa Favolosa et Costa Fascinosa ont, par rapport à leurs sister-ships, (Costa Serena et Costa Pacifica), qu'une seule piscine couverte. En effet la piscine arrière est en plein air ce qui laisse aux passagers le plaisir de profiter du soleil lorsque les conditions météorologiques s'y prêtent.

### Les ponts
- 1 : Irma
- 2 : Rigoletto
- 3 : Gradisca
- 4 : Gilda
- 5 : Aida
- 6 : Tancredi
- 7 : Zivago
- 8 : Marlene
- 9 : Carmen
- 10: Turandot
- 11 : Tosca
- 12 : Butterfly
- 14 : Dorothy

### Équipement du navire
- 5 restaurants, dont deux payants sur réservation: le Club Fascinosa et le Restaurant Samsara
- 13 bars, dont le Cigar Lounge et le Coffee & Chocolate Bar

- 5 bains à hydromassage
- 4 piscines, dont une avec verrière amovible et un écran géant
- L'exclusif Spa Costa: 6 000 m2 aménagés sur deux étages, avec salle de sport, espace thermal, piscine de balnéothérapie, salle de soins, sauna, hammam, solarium UVA
- Terrain de sport polyvalent
- Parcours de footing en plein air

- Cinéma 4D
- Théâtre aménagé sur trois étages
- Casino
- Discothèque
- Simulateur automobile Grand Prix
- Piscine sur le pont équipé d'une verrière amovible et d'un écran géant
- Toboggan aquatique
- Point Internet
- Bibliothèque
- Boutiques
- Espace MondoVirtuale, Squok Club, piscine pour les tout petits.

## Galerie

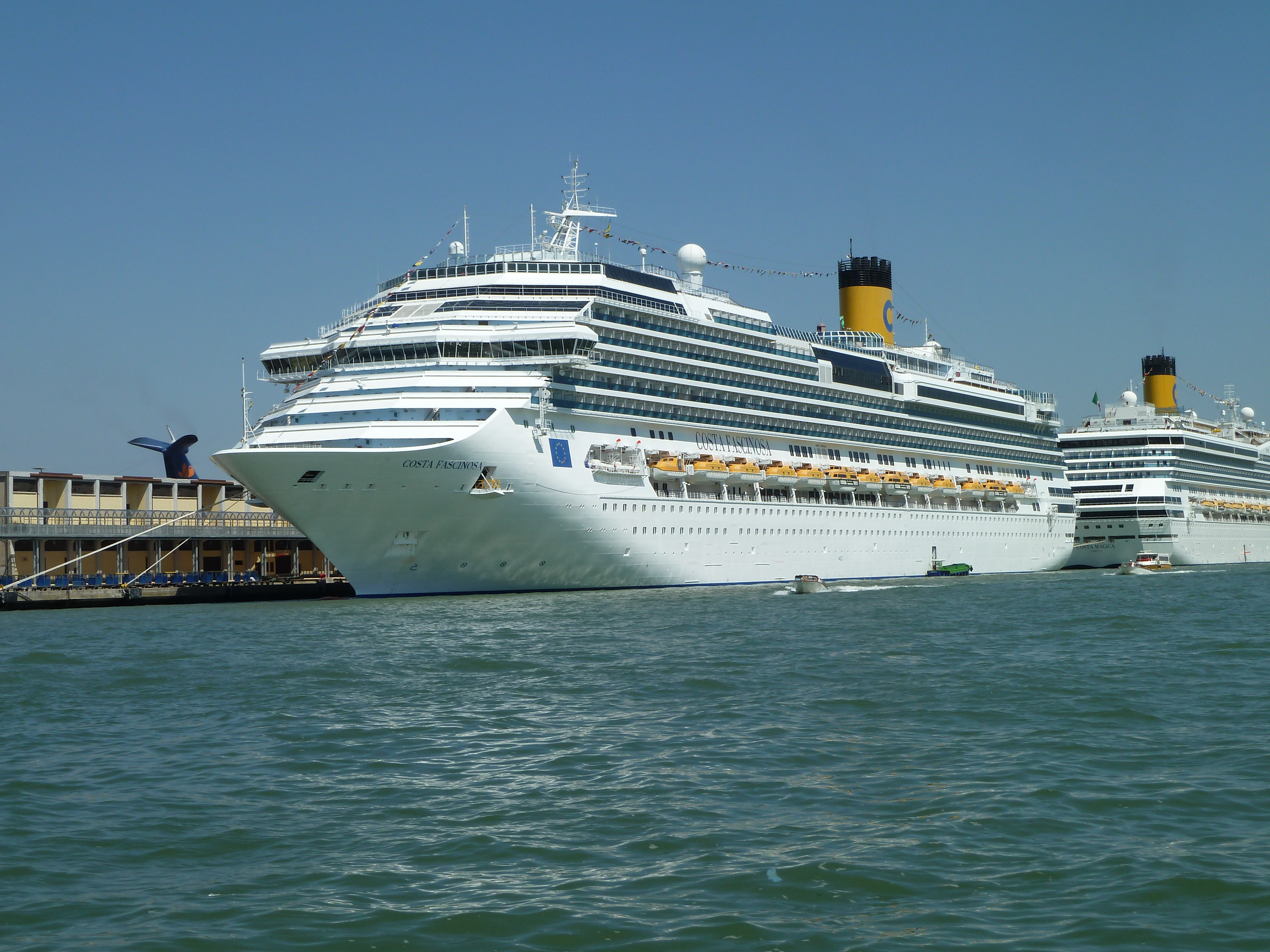
Au premier plan: Le Costa Fascinosa ; Au second plan le Costa Magica